# Analitici secondi
Gli Analitici Secondi o Posteriori (in greco: Ἀναλυτικὰ Ὕστερα; in latino: Analytica posteriora) sono un testo del cosiddetto Organon di Aristotele che si occupa della dimostrazione, la definizione e la conoscenza scientifica. La dimostrazione si distingue come un sillogismo che produce la conoscenza scientifica, mentre la definizione è contrassegnata come l'affermazione della natura di una cosa, un'affermazione del significato del nome o di una formula nominale equivalente .

## Struttura
Nell'analisi preliminare degli Analitici Primi la logica sillogistica era considerata nel suo aspetto formale; nei Secondi è considerata rispetto alla sua materia. La "forma" di un sillogismo sta nella necessaria connessione tra le premesse e la conclusione. Anche se non vi è alcun difetto nella forma, ci può essere nella domanda, cioè le proposizioni di cui è composta, che possono essere vere o false, probabili o improbabili.

### Libro I
Quando le premesse sono certe, vere e primarie, e la conclusione ne segue formalmente, questa è vera dimostrazione e produce conoscenza scientifica di una cosa. Tali sillogismi sono chiamati apodittici e sono trattati nei due libri dell'opera. Quando le premesse non sono certe, un tale sillogismo è chiamato dialettico e queste sono trattate negli otto libri dei Topici. Un sillogismo che sembra essere perfetto sia nella materia che nella forma, ma che non lo è, è chiamato sofistico, e queste sono trattate nel libro Elenchi sofistici.
Ogni dimostrazione deve essere fondata su principi già noti, che devono essere essi stessi dimostrabili o essere i cosiddetti primi principi, che non possono essere dimostrati, né devono essere, essendo evidenti in se stessi.
Non possiamo dimostrare le cose in modo circolare, supportando la conclusione da parte delle premesse e le premesse dalla conclusione, né può esserci un numero infinito di termini medi tra il primo principio e la conclusione.
In ogni dimostrazione, i principi primi, la conclusione e tutte le proposizioni intermedie devono essere verità necessarie, generali ed eterne, poiché delle cose che accadono per caso, o contingentemente, o che possono cambiare, o di cose individuali, non c'è dimostrazione.
Alcune dimostrazioni dimostrano solo che le cose sono in un certo modo, piuttosto che il motivo per cui sono così e sono le migliori. Inoltre, la prima figura del sillogismo è meglio adattata alla dimostrazione, perché offre conclusioni universalmente affermative ed è comunemente usata dai matematici.
La dimostrazione di una proposizione affermativa è preferibile a quella di una negativa; la dimostrazione di un universale a quella di un particolare.
Non ci possono essere contemporaneamente opinione e conoscenza della stessa cosa.

### Libro II
Nel secondo libro, Aristotele inizia con una dichiarazione notevole, affermando che i tipi di cose determinano i tipi di domande, che sono quattro:
1. Se la relazione di una proprietà (attributo) con una cosa sia un fatto reale (τὸ ὅτι).
2. Qual è la ragione di questa connessione (τὸ διότι).
3. Se esiste una cosa (εἰ ἔστι).
4. Qual è la natura e il significato della cosa (τί ἐστιν).

L'ultima di queste domande fu chiamata da Aristotele, in greco, il "ciò che è" di una cosa, mentre i logici scolastici lo tradussero in latino come quidditasː essa non può essere dimostrata, ma deve essere risolta da una definizione. 
In seguito, Aristotele si occupa della definizione e di come dovrebbe essere fatta una definizione corretta. Ad esempio, fornisce una definizione del numero tre, definendolo il primo numero primo dispari.
Sostenendo che "conoscere la natura di una cosa è conoscere la ragione per cui è" e "possediamo la conoscenza scientifica di una cosa solo quando ne conosciamo la causa", Aristotele ha definito quattro principali tipi di causa come i termini medi più ricercati di dimostrazione: finale, formale, efficiente, materiale.
Lo Stagirita conclude il libro parlando del modo in cui la mente umana viene a conoscenza delle verità fondamentali o delle premesse primarie o dei primi principi, che non sono innati, perché le persone possono ignorarli per gran parte della loro vita, né possono essere dedotti da alcuna conoscenza precedente, o non sarebbero i primi principi. Afferma che i primi principi sono derivati dall'induzione, dalla percezione sensoriale che impianta i veri universali nella mente umana.
Di tutti i tipi di pensiero, la conoscenza scientifica e l'intuizione sono considerate universalmente vere, dove quest'ultima è la fonte originaria della conoscenza scientifica.